# إليزابيث-كيتلي (أونتاريو)
اليزابيث-كيتلي، أونتاريو (بالإنجليزية: Elizabethtown-Kitley)‏ هي مدينة كندية تقع في مقاطعة أونتاريو. تبلغ مساحة هذه المدينة 554.2351 (كم²)، ويبلغ عدد سكانها 10201 نسمة حسب إحصاء سنة 2006 م، بينما كان يسكنها 10039 نسمة في سنة 2001 م. تحتل هذه المدينة المرتبة رقم 373 بين مدن كندا حسب عدد السكان والمرتبة رقم 143 في المقاطعة. نما عدد السكان في هذه المدينة بنسبة (1.6) بين العامين المذكورين.

## أعلام
- لورا سميث هافيلاند
- تشارلز فريدريك فيرغسون

## وصلات خارجية
- الأطلس الحكومي لكندا
- إحصاءات كندا مع ساعة تعداد السكان